# Tebe, Grčija
Tebe (/ θiːbz /; stara grščina: Θῆβαι, Thēbai, grški izgovor: [tʰɛːbai̯]; moderna grščina: Θήβα, Thíva [θiva]) so mesto v Beociji v osrednji Grčiji. Mesto je igralo pomembno vlogo v grškem mitu kot mesto zgodb Kadmosa, Ojdipa, Dioniza in drugih. Arheološka izkopavanja v Tebah in okolici so razkrila mikensko naselje in glinene plošče, napisane v linearni B pisavi, kar kaže pomen mesta v bronasti dobi.
Tebe so bile največje mesto v starodavni pokrajini Beocija in središče konfederacije. Bile so glavni tekmec antičnih Aten in ob vpadu Perzijcev leta 480 pred našim štetjem pod Kserksom so bile na njihovi strani. Tebanske sile so leta 371 pred našim štetjem premagale Šparto v bitki pri Levktri  pod poveljstvom Epaminonda. Sveta tebanska četa (elitna vojaška enota iz 150 homoseksualnih parov) je slavno padla v bitki pri Hajroneji leta 338 pred našim štetjem proti Filipu II. Pred uničenjem leta 335 pred našim štetjem so bile Tebe glavna sila v grški zgodovini in prevladujoča mestna državica med makedonsko osvojitvijo Grčije. V bizantinskem obdobju so bile znane po svoji svili.
Sodobno mesto ima arheološki muzej, ostanke Kadmeje (iz bronaste dobe in naprej citadela) in razpršene antične ostanke. Sodobne Tebe so največje mesto Beocije.

## Geografija
Tebe ležijo na ravnini med jezerom Iliki (antično Hilika) na severu in gorovjem Kiteron, ki ločuje Beocijo od Atike na jugu. Njihova nadmorska višina je 215 m. Ležijo približno 50 km  severozahodno od Aten in 100 km jugovzhodno od Lamije. Avtocesta 1 in železniška povezava Atene–Solun povezujeta Tebe z Atenami in severno Grčijo. Občina Tebe pokriva površino 830.112 km², občinska enota Teb 321.015 km² in skupnost 143.889 km².

## Uprava
V letu 2011 so bile Tebe kot posledica Kalikratove reforme združene s Platejo, Tizbo in Bagijo v večjo občino, ki je zadržala ime Tebe. Preostale tri enote so večje občine. 

## Zgodovina

### Mitološki zapisi
Zapisi o najzgodnejših dneh Teb so se pri Grkih ohranili v številnih legendah in z vplivom, ki so ga imele na podlagi literature v klasični dobi. Je pet glavnih krogov zgodb:
1. ustanovitelj citadele Kadmeja je bil Kadmos in vzpon Špartancev ali "posejanih ljudi" (verjetno etiološki mit pojasni izvor tebanskega plemstva, ki je nosilo to ime v zgodovinskih časih);
2. graditev mogočnega tebanskega obzidja, ki ga je naročil Amfion, in sorodne zgodbe Zetosa (Amfionov dvojček), Antiopine (Amfionova mati) in Dirke (žena tebanskega kralja Likosa);
3. zgodba o Laju, katerega zločini so dosegli vrhunec v tragedijah Ojdip in  Sedmerica proti Tebam, epigonih in propadu njegove hiše; Lajevo pederastično posilstvo Krizipa je po nekaterih antičnih virih prvo dejanje homoseksualnosti med smrtniki in bi lahko zagotovilo etiologijo za  učenje pederastije, po kateri so bile Tebe znane;
4. žrtvovanje Semele in prihod Dioniza;
5. junaštva Herakleja.

Grki pripisujejo ustanovitev Teb Kadmosu, feničanskemu kralju iz Tira (zdaj v Libanonu) in bratu kraljice Evrope. Kadmos je bil znan po poučevanju feničanske abecede in gradnji akropole, ki je bila imenovana Kadmeja v njegovo čast, bila je intelektualno, duhovno in kulturno središče.

### Zgodnja zgodovina
Arheološka izkopavanja v Tebah in okrog so pokazala škatlaste grobove iz mikenskih časov, ki so vsebovali orožje, slonovino in plošče, popisane v linearni B pisavi. To potrjuje ime oblike in ustrezni izrazi na ploščah vključujejo te-qa-i, kar se prebere *Tʰēgʷai̮s (starogrško: Θήβαις, Thēbais "kot Tebe", Thebes v dajalniku), te-qa-de za *Tʰēgʷasde (Θήβασδε, Thēbasde, to je "za Tebe") in te-qa-ja za *Tʰēgʷaja (Θηβαία, Thēbaia, to je "tebanska ženska"). 
Zdi se, da je bila *Tʰēgʷai ena prvih grških skupnosti, ki je živela v utrjenem mestu in bila pomembna že v prazgodovini, pa tudi pozneje, zlasti zaradi svoje vojaške moči. Deger-Jalkotzy je trdil, da je na osnovi kipa iz Kom el Hatana iz pogrebnega templja Amenhotepa III. (LHIIIA: 1) omenjeno ime, podobno Tebam, izpisano v hieroglifih kot d-q-e-i-s in velja za enega od štirih tj-n3-jj (Ahajci) omenjenih kraljestev (poleg Knososa in Miken). *Tʰēgʷai v LHIIIB je izgubil stik z Egiptom, vendar ga je dobil z Miletom (hetitsko Milawata) in "Ciprom" (hetitsko Alašija). V poznem heladskem obdobju (LHIIIB) je bil po Palaimu *Tʰēgʷai sposoben dobiti vire iz Lamosa blizu gore Helikon, Karistosa in Amarintosa na grški strani otoka Evboja.
Kot utrjena skupnost je pritegnila pozornost Dorcev. Za njihovo morebitno osvojitvijo Teb se skrivajo zgodbe zaporednih legendarnih napadov na to mesto.
Osrednji položaj in vojaška varnost je mesto dvignila na poveljujoči položaj med Beotijci in od zgodnjih dni so si njegovi prebivalci prizadevali za vzpostavitev popolne nadvlade nad odročnimi kraji. Podrobnosti o starejši zgodovini Teb niso ohranjene, ve pa se, da je vladala aristokracija, ki se je zavarovala s togimi predpisi o lastništvu nepremičnin in njihovem prenosu. 

### Arhaično in klasično obdobje
Kot je potrjeno že v Homerjevi Iliadi, so Tebe pogosto imenovali "Tebe sedmih vrat" (Θῆβαι ἑπτάπυλοι, Thebai heptapyloi) (Iliada, IV.406), da se razlikujejo od "Teb sto vrat" (Θῆβαι ἑκατόμπυλοι, Thebai hekatompyloi) v Egiptu (Iliada, IX.383).
V poznem 6. stoletju pred našim štetjem so bili Tebanci prvič v sovražnem stiku z Atenci, ki so pomagali vasici Plateja ohraniti neodvisnost in leta 506 pr. n. št. ustavili tudi vpad v Atiko. Odpor do Aten je mogoče najbolje razložiti z navideznim nedomoljubnim odnosom Teb ob perzijskem vpadu na Grčijo (480–479 pred našim štetjem). Čeprav je bil kontingent 400 vojakov poslan v Termopile in tam ostal poražen skupaj z Leonidasom , se je aristokracija kmalu po vstopu kralja Kserksa I. iz Perzije z veliko pripravljenostjo in vnemo borila v njegovem imenu v bitki pri Platajah leta 479 pred našim štetjem. Zmagoviti Grki so pozneje kaznovali Tebe in jim odvzeli predsedovanje Beocijski ligi in poskus Špartancev, da jih izženejo iz delfskega preročišča, je bil preklican le po posredovanju Aten. Leta 457 pred našim štetjem je Šparta, ki je potrebovala protiutež proti Atenam v osrednji Grčiji, spremenila svojo politiko in Tebe so ponovno dobile prevladujočo moč v Beociji. Velika citadela Kadmeja je zadržala odpor, ko so Atenci zasedli preostanek države (457–447 pred našim štetjem). V peloponeški vojni so bili Tebanci, zagrenjeni zaradi pomoči, ki so jo Atene zagotovile manjšim beocijskim mestom, še posebej Plateji, ki so jo zaman poskušali uničiti 431 pred našim štetjem, zavezniki Šparte v zameno za pomoč pri obleganju Plateje in uničenju mesta leta 427 pred našim štetjem. Leta 424 pred našim štetjem so Atencem pod vodstvom Beotijcev prizadejali hud poraz v bitki pri Deliju in so se prvič pokazali učinki trdne vojaške organizacije, ki je na koncu imela prevladujoč položaj v Grčiji.
Po razpadu Aten ob koncu peloponeške vojne so Tebanci, ko so izvedeli, da je Šparta namenjena zaščiti državo, prekinili zavezništvo. Leta 404 pred našim štetjem so pozvali k popolnemu uničenju Aten, toda leta 403 pred našim štetjem so na skrivaj podprli obnovo njene demokracije, da bi našli v njej protiutež proti Šparti. Nekaj let pozneje so morda pod delnim vplivom perzijskega zlata sestavljali jedro lige proti Šparti. V bitki pri Haliartu (395 pr. n. št.) in v bitki pri Koroneji (394 pr. n. št.) so znova dokazali svoje vojaške zmogljivosti pred Špartanci. Vojna je bila še posebej katastrofalna za Tebe. Splošen sporazum iz 387 pred našim štetjem je določal popolno avtonomijo vseh grških mest in tako preprečil drugim Beocijcem njihov politični nadzor. Tebanska moč je bila še dodatno okrnjena leta 382 pred našim štetjem, ko so špartanske sile zasedle trdnjavo z zahrbtnim trikom. Tri leta pozneje je bila špartanska garnizija izgnana in sprejeta demokratična ustava namesto tradicionalne oligarhije. V posledičnih vojnah s Šparto se je elitna tebanska vojska, usposobljena pod vodstvom Epaminondasa in Pelopidasa, pokazala za neverjetno uspešno. Leta nereda in spopadov, v katerih so bile Tebe sedež  nadzora nad vso Beocijo, so dosegla vrhunec leta 371 pred našim štetjem z izjemno zmago nad Špartanci pri Levktri. Zmagovalci so bili razglašeni po vsej Grčiji kot zaščitniki zatiranih. Razširili so svoj vpliv na Peloponez in bili na čelu velike koalicije, trajno onesposobljena moč Šparte, deloma s sprostitvijo številnih sužnjev, je bila podlaga za špartansko gospodarstvo. Podobne ekspedicije so bile poslane v Tesalijo in Makedonijo, da bi uredili zadeve v teh regijah.

### Nazadovanje in uničenje
Prevlada Teb kot države je bila kratkotrajna. Obnovljena je bila tekmovalnost z Atenami, ki so se pridružile Tebam leta 395 pred našim štetjem v strahu pred Šparto. Leta 387 pred našim štetjem so si prizadevali ohraniti ravnotežje moči s svojo zaveznico in preprečiti nastanek tebanskega imperija. S smrtjo Epaminondasa v bitki pri Mantineji (362 pr. n. št.) je mesto spet potonilo in izgubilo svojo moč. V vojni s sosednjo državo Fokijo (356–346 pred našim štetjem) niso mogli ohraniti svoje prevlade v osrednji Grčiji in so prosili Filipa II. Makedonskega za pomoč, ki jo je monarh ponudil v nevarni bližini svojih meja. Z nenadnim preobratom je bila končana leta 338 pred našim štetjem, ko je govornik Demosten prepričal Tebe, da se pridružijo Atenam v zadnjem poskusu, da bi ustavili Filipa, ki je napredoval v Atiki. Tebanci so izgubili odločilno bitko pri Hajroneji in skupaj s tem vsako upanje za nadzor nad Grčijo. Filip je odvzel Tebam gospostvo nad Beocijo. Neuspešen je bil upor leta 335 pred našim štetjem proti njegovemu sinu Aleksandru Velikemu. Ob pohodu na sever so Aleksander in njegovi grški zavezniki upor kaznovali z uničenjem mesta. Ozemlje je bilo, razen hiše pesnika Pindarja in templjev, kar je bilo v skladu s tradicijo, razdeljeno med druga beocijska mesta. Tebanci so bilo prodani kot sužnji.  Aleksander je prizanesel le duhovnikom, voditeljem promakedonske stranke in potomcem Pindarja. Konec Teb je prisilil Atene, da so se podredili. Po Plutarhu je posebno atensko veleposlaništvo pod vodstvom Fokiona, nasprotnika protimakedonske stranke, uspelo prepričati Aleksandra, da se je odrekel svoji zahtevi po izgonu voditeljev protimakedonske stranke, večinoma pripadnikov Demostena. 

### Helenistično in rimsko obdobje
Antična dela običajno obravnavajo uničenje Teb kot eksces in eno redkih hudodelstev Aleksandra. Čeprav so bile Tebe tradicionalno antagonistične, saj je državo vodil grški svet, bili so na strani Perzijcev, ko so napadli atensko-špartansko zavezništvo, bile na strani Šparte, ko so  bili Atenci vsemogočni in slavni ob vpadu Perzije pod vodstvom Agezilaja. Aleksandrov oče Filip je bil v Tebah, čeprav kot zavojevalec, in se je od Pelopida veliko naučil o umetnosti vojskovanja. Filip je bil počaščen, zato je vedno iskal zavezništvo z Beocijci, celo v Hajroneji. Tebe so bile tudi najbolj starodavno grško mesto z zgodovino več kot 1000 let. Po Plutarhu je Aleksander pri svojih poznejših osvajanjih, kadar koli je  prišel v nekdanje Tebe, poskušal popraviti uničenje, ki ga je povzročil.
Po smrti Aleksandra Velikega je Kasander Makedonski leta 315 ali 316 pred našim štetjem Tebe obnovil, morda v želji po slavi, vendar se Tebe niso nikoli več vrnile na svoj nekdanji položaj ali dobile svojo nekdanjo moč. Demetrij I. Poliorket jih je oblegal in zavzel leta 293 pred našim štetjem in spet po uporu leta 292 pred našim štetjem. Ta zadnja obleganja so bila zahtevna. Demetrij je bil ranjen, a na koncu mu je uspelo porušiti zidove in ponovno je zavzel mesto, a je bil kljub velikim negodovanjem do njega prizaneljiv. Mesto je izterjalo avtonomijo pod Demetrijem leta 287 pred našim štetjem in postalo zaveznik Lizimaha in Etolske lige.

### Bizantinsko obdobje
V zgodnjem bizantinskem obdobju so bile Tebe pribežališče pred tujimi vsiljivci. V 10. stoletju so postale središče nove trgovine s svilo, njene svilne delavnice so se širile pod vplivom uvoza mila in barvil iz Aten. Rast te trgovine se je v Tebah nadaljevala v takem obsegu, da je sredi 12. stoletja mesto postalo največji proizvajalec svile v celotnem bizantinskem cesarstvu, preseglo je celo bizantinsko glavno mesto Konstantinopel. Ženske v Tebah so slovele po svoji spretnosti pri tkanju. Tebanska svila je bila najbolj cenjena zaradi svoje kakovosti in  ugleda.
Čeprav so jih močno oplenili Normani leta 1146, so Tebe hitro obnovile svojo blaginjo in še naprej hitro rasle, dokler jih niso osvojili Latini v četrti križarski vojni leta 1204.

### Atenska vojvodina
Zaradi bogastva je mesto izbrala frankovska dinastija de la Roche kot svoje glavno mesto, še preden se je za stalno preselila v Atene. Po letu 1240 je družina Saint Omer nadzorovala mesto skupaj z vojvodami de la Roche. Grad, ki ga je zgradil Nikolaj II. Saint Omer na Kadmeji, je bil eden najlepših frankovske Grčije. Po osvojitvi leta 1311 so mesto kratkotrajno uporabljali kot glavno mesto Katalonske družbe.
Leta 1379 je mesto zavzela Navarrska družba s pomočjo latinskega nadškofa Teb Simona Atumana.
Latinska nadvlada v Tebah je trajala do leta 1458, ko so jih osvojili Turki. Preimenovali so jih v "İstefe" in vladali do grške vojne za neodvisnost (do 1832), razen med beneško zasedbo med letoma 1687 in 1699.

### Tebe danes
Danes so Tebe živahno trgovsko mesto, znano po svojih številnih izdelkih. Do leta 1980 je imelo cvetočo kmetijsko proizvodnjo z nekaj industrijskimi kompleksi. Vendar pa se je v poznih 1980 in 1990 večina industrije preselila na jug v bližnje Atene. Turizem na tem območju temelji predvsem na Tebah in okoliških vaseh, kjer je veliko zanimivih krajev, povezanih z antiko, kot je bojno polje, na katerem je bila bitka pri Platejah. Bližina drugih, bolj znanih turističnih krajev, kot sta Atene in Halkis, ter nerazkrita arheološka najdišča povzročajo, da je tu malo manj turistov turistov.

## Pomembni ljudje

### Antika
- Epaminond (418−362 pr. n. št.) – tebanski državnik in vojskovodja s filozofsko izobrazbo, vodil je bitko pri Levtriki, padel je v bitki pri Mantineji
- Pelopid (420–365 pr. n. št.) – tebanski državnik in vojskovodja, vodil je upor proti Šparti, poveljeval  elitni sveti četi tristotih hoplitov v bitki pri Levktri in Tegiri
- Aristid (4. st. pr. n. št.) - slikar
- Nikomah (4. st. pr. n. št.) – slikar
- Krates iz Teb (c. 365-c. 285 pr. n. št.) – cinični filozof
- Klejtomah (3. st. pr. n. št.) –  atlet
- Pindar (c. 522–443 pr. n. št.) – pesnik

### Sodobnost
- Haris Aleksiu (rojena 1950), pevka
- Panagiotis Bratsiotis, teolog
- Teodoros Vrizakis (c. 1814–1878) slikar